# Wasserbus Nowosibirsk

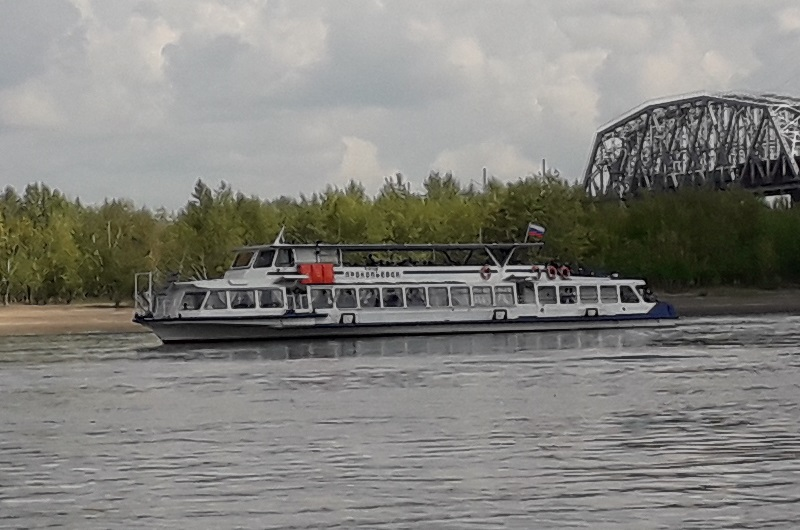
Wasserbus des Moskwa-Typs fährt der am 8. August 2021 flussabwärts des Ob vor dem Hintergrund der Insel Korablik und der Komsomolsky-Eisenbahnbrücke

Der Wasserbus Nowosibirsk ist ein Teil des Nowosibirsker Personennahverkehrs.

## Geschichte
Im Jahr 1910 kauften die Stadtbehörden das Dampfschiff Nowonikolajewsk für die Organisation einer Fähre zwischen dem rechten und dem linken Ufer des Ob. Im Jahr 1919 wurde die Nowonikolajewsk durch das Dampfschiff Brat’ja („Brüder“) ersetzt. Die Fähre war bis zur Eröffnung der Kommunalny-Brücke im Jahr 1955 in Betrieb.
In den 1950er–1970er Jahren gab es die Notwendigkeit, die Transportdienste zwischen dem Stadtzentrum und den Datschen, die sich im Tal des Ob innerhalb der Stadtgrenzen befanden, bereitzustellen. Dies gab der Entwicklung des städtischen Wasserbusverkehrssystems Auftrieb. Diese Entwicklung erreichte Mitte der 1970er Jahre ihren Höhepunkt. Zu diesem Zeitpunkt wurde die Wasserbusflotte von Nowosibirsk mit neuen Tragflügelbooten wie Meteor-Typ, Voschod-Typ, Raketa-Typ und Booten des Zarja-Typs mit Wasserstrahlantrieben aufgefüllt.
Die weitere Entwicklung des Landpersonenverkehrs führte zu einem Rückgang der Fahrgastzahlen und einer Verringerung der Anzahl der Linien des Wasserbussystems.

## Fahrzeuge
Die Linien werden von einem privaten Fahrgastschifffahrtsunternehmen betrieben, das auf den Routen Verdrängerboote des Moskwa-Typs verwendet.

## Routen
Zurzeit besteht das Liniennetz aus den 3 Linien. Es gibt die folgenden Routen:
- Flussbahnhof – Strand „Bugrinskaja Roschtscha“ – Insel Korablik

Diese Route ist die einzige Möglichkeit, Leute zur Insel Korablik zu bringen, weil es keine anderen Verbindungen mit den öffentlichen Verkehren zur Insel gibt. Seit 2020 machen Wasserbusse, die dieser Route folgen, Zwischenstopp am Strand in der Nähe von Bugrinskaja Roschtscha.
- Flussbahnhof – Wohngebiet Sewero-Tschemskoj – Kleingärtnergemeinschaft „Smorodinka“ – Kleingärtnergemeinschaft „Tichije Sori“

Die Route wurde am 1. August 2021 eingeführt. Seit 2022 ist die Route die gesamte Saison über verfügbar.
- Flussbahnhof – Wasserpark

Die Route wurde im Jahr 2018 eingeführt. Seit 2021 wird die Route wegen der Aussetzung der Tätigkeit des Wasserparks nicht mehr in der Navigationssaison ernannt.
Normalerweise beginnt die Navigationssaison Ende April oder Anfang Mai und endet Ende September oder Anfang Oktober.